# Zygaena lonicerae
Zygaena lonicerae – gatunek motyla z rodziny kraśnikowatych.
Motyl ten ma krępe ciało o całkowicie czarnych patagiach i tegulach oraz pozbawione czerwonej obrączki na odwłoku. Drobno piłkowane czułki mają czarny ostatni człon. Przednie skrzydło ma długość od 15 do 18 mm, bardziej niż u kraśnika pięcioplamka zaostrzony wierzchołek i nieprześwitującą powierzchnię. Jego wierzch jest ciemnogranatowy, metaliczny, typowo z pięcioma czerwonymi plamami, ale plamy mogą być też pomarańczowe lub jasnożółte. Znane są odmiany o zlanych plamach trzeciej i czwartej, zredukowanych plamach trzeciej i czwartej, z dodatkową plamą szóstą jak i o zlanych wszystkich plamach. Spód przedniego skrzydła pozbawiony jest czerwonej smugi. Tylne skrzydło ma tło takiej barwy jak plamy lub pomarańczowe przy plamach czerwonych. Samiec ma aparat kopulacyjny jak i drobną, prostokątną, pozbawioną kolców płytkę w edeagusie silniej zesklerotyzowane niż u kraśnika pięcioplamka. Łożysko edeagusa cechuje się półkolistym wycięciem. Ponadto jego genitalia charakteryzuje unkus o wąsko rozstawionych, krótkich, ostro zakończonych wyrostkach. Samica odznacza się w całości silnie zesklerotyzowanym, szerszym niż u kraśnika pięcioplamka, Zygaena viciae i Zygaena osterodensis przewodem torebki kopulacyjnej. W torebce znajduje się znamię o drobnych, słabo zesklerotyzowanych kolcach rozmieszczonych na planie okrągłej plamy.
Gatunek ten preferuje leśne łąki i murawy kserotermiczne. Zimuje w stadium gąsienicy. Imagines spotyka się w lipcu i sierpniu. Gąsienice żerują od czerwca na komonicy zwyczajnej, koniczynach i sparcecie siewnej.
Owad znany z prawie wszystkich krajów Europy, a ponadto z zachodniej części Azji. W Polsce występuje lokalnie na terenie całego kraju z wyjątkiem Tatr.